# Aenasius insularis
Aenasius insularis är en stekelart som beskrevs av Compere 1937. Aenasius insularis ingår i släktet Aenasius och familjen sköldlussteklar.
Artens utbredningsområde är:
- Costa Rica.
- Peru.
- Puerto Rico.

Inga underarter finns listade i Catalogue of Life.